# Der Abend (dnevni list, Osijek)
Der Abend je bio hrvatski dnevnik iz Osijeka na njemačkom. Ove novine su počele izlaziti 1929., a prestale su izlaziti siječnja 1930. (u Der Abendu, siječanj se nazivao Jaenner, a ne Januar).
Pokrenuo ih je i uređivao Lavoslav Selinger, dugogodišnji urednik vodećeg osječkog lista Die Drau. Osim Selingera, od poznatih novinara, za ovaj list je pisao i Julije Pfeiffer.